# Julehjertets hemmelighed
Julehjertets hemlighet är en dansk historisk julkalender som visades på DR1 december 2022.

## Handling
Julkalendern utspelar sig 1850 i den lilla byn Lindestrup, där människoflickan Karen och tomten Rumle är bäste vännerna, men när Karen fyller 13 år och därmed blir vuxen, förlorar hon förmågan till att se och prata med Rumle. För att skydda deras vänskap tar vännerna till magi, som dock slår tillbaka både mot dem självs, deras familjer, byn och inte minst herrgården Lindestrupgård där Karens familj jobbar.

## Rollista
- Karla Larsen Moltsen – Karen
- Thea Lundbak – Rumle
- Isa Thorlacius – Marie Louise
- Maximillian Henriques Svans – Rasmus
- Mia Lyhne – Riggmamma
- Esben Dalgaard Andersen – Erik
- Lise Baastrup – åldfru Miriam
- Laurids Skovgaard Andersen – Aage av Jungshoved
- Vigga Bro – Skogfrun
- Ditte Ylva Olsen – Gudrun
- Anders Brink Madsen – Karl
- Roberta Reichhardt –  Fie
- Daniel Andreas Ørum-Hansen – Ilter
- Mia Leredam – Gyda
- Niels-Martin Eriksen – Lars Korp
- Mads Kruse – Yunus
- Laura Allen Müller Smith – fröken Mona
- Jesper Ole Feit Andersen – konungen
- Mikkel Bay Mortensen – lärare Björk
- Sigurd Moe – Johannes
- Isak Celinder Faurholm – Gotfred

## Produktion
Skådespelaren Lise Baastrup som spelar den onde gammalfrun Miriam i Julehjertets hemmelighed, berättade i en intervju att hon baserade sin karaktär på skurken Darth Vader från Star Wars. Precis som Darth Vader nästan svävar hon genom bild och går klädd i svart och domderar med sina medarbetare.
Dessutom berättade hon att en ljudtekniker berättare för henne att han efter inspelning lagt märke till att hon gick i samma takt som i The Imperial March från Star Wars.

### Inspelning
Filmen spelades in huvudsakligen in i plats runt omkring museerna Frilandsmuseet i Lyngby, Den Fynske Landsby vid Odense samt Erholm Gods vid Aarup på Fyn. Men också Møntergården i Odense och Langesø Skovkapel vid Morud.

## Avsnitt
Avsnitten har både en lång titel, som DR använder i sin kommunikation, samt en kort titel som består av ett ord, som endast visas i avsnittets förtexter.
| Nr | Titel                    | Kort titel         |
| -- | ------------------------ | ------------------ |
| 1  | Karen kan se nisser      | Stuepigen          |
| 2  | Det magiske julehjerte   | Fødselsdagen       |
| 3  | Ramt af lynet            | Ritualet           |
| 4  | Sur mælk og syge høns    | Forbandelsen       |
| 5  | Sort magi                | Skylden            |
| 6  | Farlige småkager         | Bryllupsplaner     |
| 7  | Det vilde eksperiment    | Eksperimentet      |
| 8  | Hvem er tyven?           | Udspionering       |
| 9  | Lad os stikke af         | Tyven              |
| 10 | Afsløringen              | Afsløringen        |
| 11 | Børnene er væk!          | Dobbeltspil        |
| 12 | Kongen kommer            | Majestæten         |
| 13 | Marie Louise skal giftes | Bryllupet          |
| 14 | Et godt gemmested        | Forsvundet         |
| 15 | Flugten fra herregården  | Flugten            |
| 16 | Rumle bliver kidnappet   | Kidnappet          |
| 17 | Fanget                   | Forestillingen     |
| 18 | Befri Rumle!             | Befrielsesaktionen |
| 19 | Forbandelsen breder sig  | Rod                |
| 20 | En stor julegave         | Løsningen          |
| 21 | Rumle bliver magisk igen | Storbyen           |
| 22 | Tusindvis af småkager    | Småkager           |
| 23 | Kamp på nisseloftet      | Befrielsen         |
| 24 | Juleaften                | Juleaften          |